# Кларос
Кларосский (или Кларос, или Кларий, др.-греч. Κλάρος) — в древнегреческой религии эпитет Аполлона, по названию его культового центра. Его статуя в Коринфе. В пещере Аполлона Кларосского в Колофоне была вода, питье которой дает дар прорицания, но сокращает жизнь.
Согласно мифу, Кларос — либо сын Аполлона и Креусы, либо возлюбленный Аполлона.